# Pelekium leptocladum
Pelekium leptocladum là một loài Rêu trong họ Thuidiaceae. Loài này được (Taylor) Touw mô tả khoa học đầu tiên năm 2001.